# 13 chansons nouvelles
Albums de Joe Dassin
Joe
(1972) Joe Dassin (Si tu t'appelles Mélancolie)
(1974)
Singles
1. Quand on a seize ans / À chacun sa chanson
Sortie : 1973
2. Quand on a du feu / Les Plus Belles Années de ma vie
Sortie : 1973
3. Fais-moi de l'électricité / Les Plus Belles Années de ma vie
Sortie : 1974

13 chansons nouvelles est le 7e album studio français du chanteur Joe Dassin. Il est sorti en 1973.

## Liste des chansons de l'album
| 1. | À chacun sa chanson (I Shall Sing)                                                     | Van Morrison                                    | 3:10 |
| 2. | On s'en va                                                                             | Pierre Delanoë, Claude Lemesle, Joe Dassin      | 2:47 |
| 3. | Dédé le kid                                                                            | Pierre Delanoë, Claude Lemesle, Daniel Vangarde | 2:37 |
| 4. | Pourquoi pas moi (I Got a Name)                                                        | Jim Croce                                       | 3:45 |
| 5. | Allons danser Valérie                                                                  | Jack Downing                                    | 2:45 |
| 6. | Les Plus Belles Années de ma vie (Rock 'n Roll (I Gave You the Best Years of My Life)) | Kevin Johnson (en)                              | 4:35 |

| 7.  | La Dernière Page                        | Gil Slavin                                 | 2:20 |
| 8.  | Qu'est-ce que j'ai pu faire hier soir ? | Pierre Delanoë, Claude Lemesle, Joe Dassin | 2:25 |
| 9.  | Quand on a seize ans                    | Pierre Delanoë, Claude Lemesle, Joe Dassin | 2:30 |
| 10. | Oh la la !                              | Pierre Delanoë, Claude Lemesle, Joe Dassin | 3:00 |
| 11. | Ton côté du lit                         | Alice Dona, Claude Lemesle                 | 3:18 |
| 12. | Quand on a du feu                       | Pierre Delanoë, Claude Lemesle, Joe Dassin | 2:40 |
| 13. | Fais-moi de l'électricité               | Gil Slavin                                 | 2:25 |